# Oliver Twist (miniserie televisiva 1955)
Oliver Twist è una miniserie televisiva brasiliana, tratta dall'omonimo romanzo di Charles Dickens. 
È in assoluto il primo adattamento televisivo dell'opera. Ha come protagonisti Adriano Stuart (Oliver Twist) e Jaime Barcellos (Fagin). 

## Produzione
La miniserie è stata prodotta in Brasile da TV Tupi.

## Distribuzione
La miniserie è stata trasmessa alla televisione in Brasile a partire dal 5 gennaio 1955. È stata presentata anche in altri paesi, inclusa la Bulgaria.